# Georg Muffat
Georg Muffat (Megève, 1 de junio de 1653 - Passau, 23 de febrero de 1704) fue un compositor alemán del Barroco.

## Biografía
Fue organista en Molsheim y después estudió por espacio de seis años en París, siendo nombrado más tarde organista de la catedral de Estrasburgo, donde permaneció hasta 1675, en que probablemente pasó con el mismo cargo a Salzburgo.
Entre 1675 y 1682 hizo un viaje a Roma y en 1687 entró al servicio del obispo de Passau, como organista, y desde 1690 como maestro de capilla.

## Obras
- Florilegium, publicado por el musicógrafo Rietsch en dos volúmenes.
- Armonico tributo, sonata para muchos instrumentos (1682)
- Suavioris harmonicae instrumentalis hyporchematicae, suites para orquesta
- Sinfonía Apparatus musico-organisticus
- Tocates y otras piezas.